# The Grand Budapest Hotel
The Grand Budapest Hotel és una comèdia cinematogràfica de 2014 escrita i dirigida per Wes Anderson, inspirada en els relats de Stefan Zweig. Ralph Fiennes hi interpreta un conserge que s'alia amb un dels seus empleats (Tony Revolori) per demostrar la seva innocència en un assassinat.
La pel·lícula és una coproducció britànico-alemanya que va ser finançada per diferents empreses financeres i organismes públics alemanys i va ser filmat a Alemanya. The Grand Budapest Hotel va ser llançat amb un gran èxit general i de crítica, i va ser inclosa en moltes llistes de les millors pel·lícules de l'any. La pel·lícula acumula 11 nominacions als Premis Bafta, entre ells; millor Pel·lícula, i millor Director per Anderson i millor actor de repartiment per Fiennes. També va guanyar el Globus d'Or a la Millor Pel·lícula Musical o Comèdia i va obtenir tres nominacions més incloent-hi millor director per Anderson. També va rebre nou nominacions als Oscar 2014 incloent-hi el de millor pel·lícula i millor director.
La pel·lícula va estar subtitulada en català.

## Repartiment

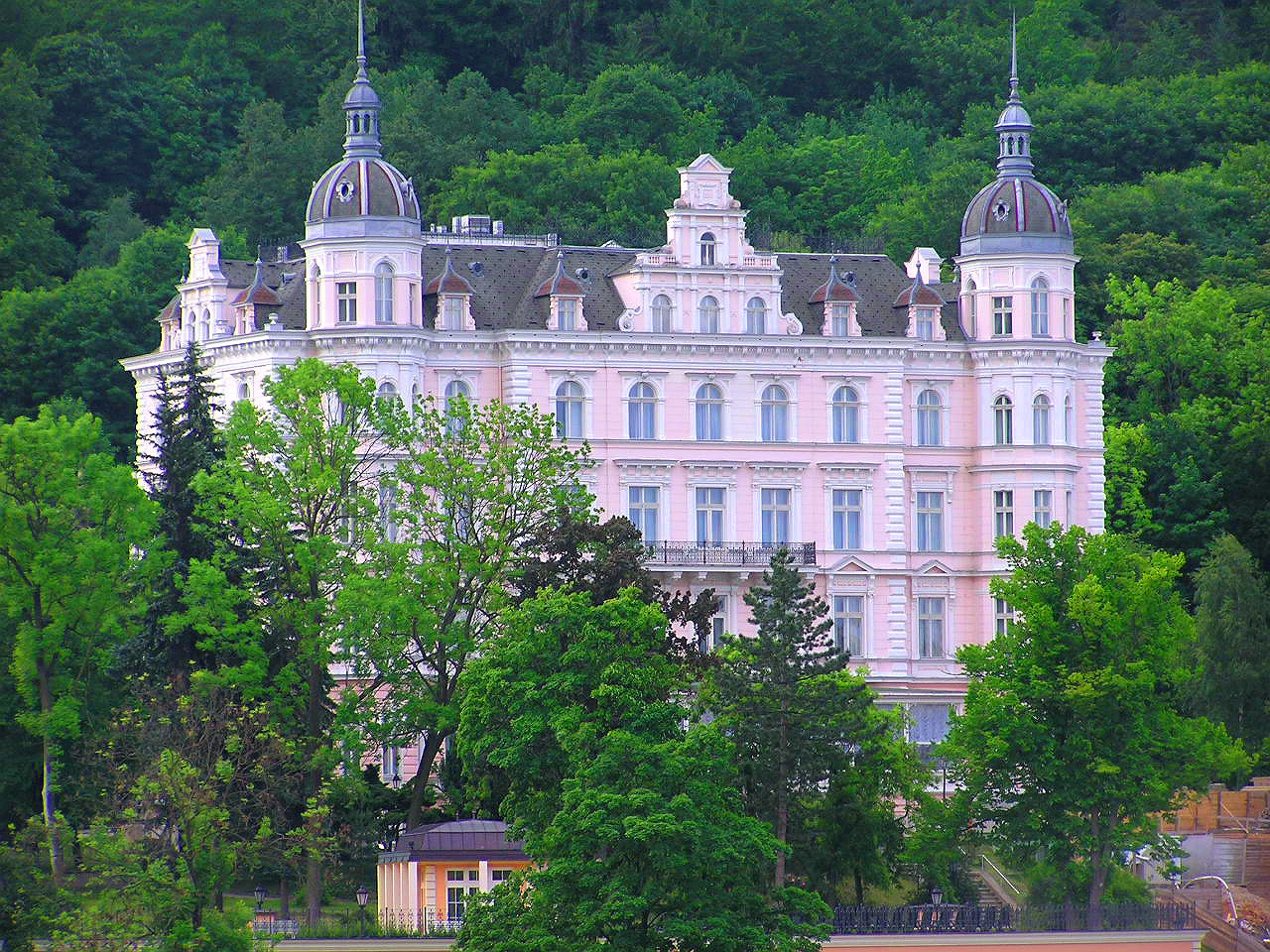
El Palau Hotel Bristol a Karlovy Vary

- Ralph Fiennes: Monsieur Gustave H.[2][3]
- Tony Revolori: Young Zero Moustafa[3]
- Adrien Brody: Dmitri Desgoffe und Taxis[3][4][5]
- Willem Dafoe: J.G. Jopling[3][4]
- Jeff Goldblum: Diputat Vilmos Kovacs[3][4]
- Saoirse Ronan: Agatha[3][6]
- Edward Norton: Inspector Henckels[3][4]
- F. Murray Abraham: Old Zero Moustafa[3][4]
- Mathieu Amalric: Serge X.[3]
- Jude Law: l'autor de jove[3][4]
- Harvey Keitel: Ludwig[3][4]
- Bill Murray: Monsieur Ivan[3][4]
- Léa Seydoux: Clotilde[3][7]
- Jason Schwartzman: Monsieur Jean[3][4]
- Tilda Swinton: Madame Céline Villeneuve Desgoffe und Taxis (Madame D.)[3][4][5]
- Tom Wilkinson: The Author com a home vell[3][8]
- Owen Wilson: Monsieur Chuck[3][4]
- Bob Balaban: M. Martin[8]
- Lucas Hedges: empleat de la gasolinera

## Premis i nominacions

### Premis
- 2014: Gran Premi del Jurat (Berlinale)
- 2015: Oscar a la millor banda sonora per Alexandre Desplat
- 2015: Oscar al millor vestuari per Milena Canonero
- 2015: Oscar al millor maquillatge per Frances Hannon i Mark Coulier
- 2015: Oscar a la millor direcció artística per Adam Stockhausen i Anna Pinnock
- 2015: Globus d'Or a la millor pel·lícula musical o còmica
- 2015: BAFTA al millor guió original per Wes Anderson
- 2015: BAFTA a la millor música per Alexandre Desplat
- 2015: BAFTA al millor vestuari per Milena Canonero
- 2015: BAFTA a la millor direcció artística per Adam Stockhausen i Anna Pinnock
- 2015: BAFTA al millor maquillatge i perruqueria per Frances Hannon i Mark Coulier
- 2015: Grammy a la millor banda sonora per mitjà visual per Alexandre Desplat

### Nominacions
- 2014: Os d'Or
- 2015: Oscar a la millor pel·lícula
- 2015: Oscar al millor director per Wes Anderson
- 2015: Oscar al millor guió original per Wes Anderson i Hugo Guinness
- 2015: Oscar a la millor fotografia per Robert D. Yeoman
- 2015: Oscar al millor muntatge per Barney Pilling
- 2015: Globus d'Or al millor director per Wes Anderson
- 2015: Globus d'Or al millor actor musical o còmic per Ralph Fiennes
- 2015: Globus d'Or al millor guió per Wes Anderson
- 2015: BAFTA a la millor pel·lícula
- 2015: BAFTA al millor director per Wes Anderson
- 2015: BAFTA al millor actor per Ralph Fiennes
- 2015: BAFTA a la millor fotografia per Robert D. Yeoman
- 2015: BAFTA al millor muntatge per Barney Pilling
- 2015: BAFTA al millor so per Wayne Lemmer, Christopher Scarabosio i Pawel Wdowczak
- 2015: César a la millor pel·lícula estrangera